# Famille Priuli
 (août 2024).
La famille Priuli est une famille patricienne de Venise, qui serait d'origine hongroise.

## Historique

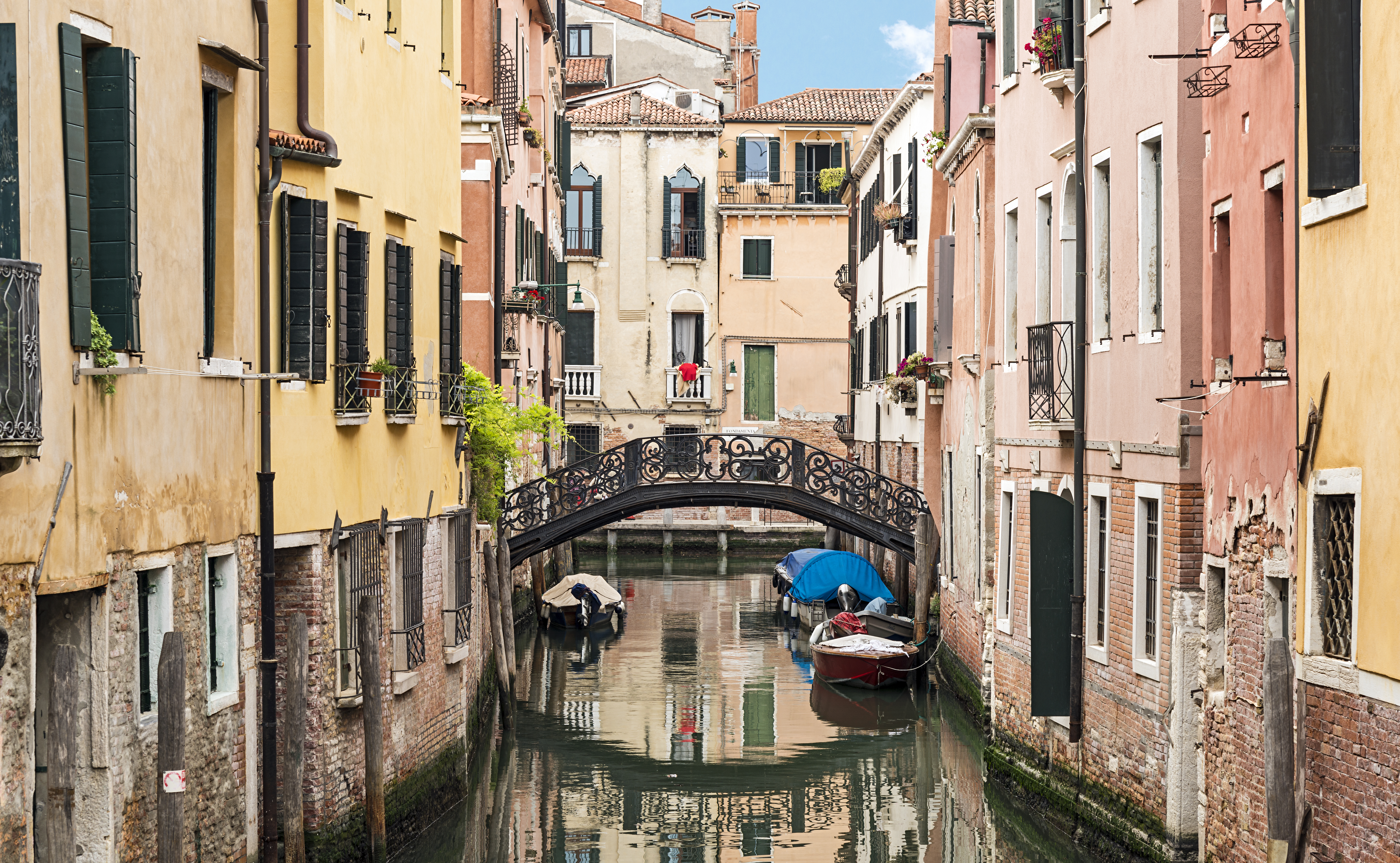
Pont Priuli sur le Rio de Santa Sofia

La famille Priuli se serait établie à Venise volontairement ou comme prisonniers de guerre à la suite de la guerre entre Venise et Salomon de Hongrie autour de Zara. 
Admise au Maggior Consiglio vers 1100, puis exclue à sa clôture, elle fut réadmise en 1310 pour s'être distinguée contre la conjuration de Tiepolo Bajamonte.
Ils ont donné leur nom à plusieurs rues et palais de Venise, trois doges, mais aussi des procurateur de Saint-Marc, des ambassadeurs, des généraux d'armées et des sénateurs. Une lignée des Priuli a été investie dans le comté de Sanguinetto Veronese, hérité des Venier. 

## Armes

Armes des Priuli.

Les armes de la famille se blasonnent ainsi : palé d'or et d'azur de six pièces sous un chef de gueules.

## Personnalités
- Silvestro, chef d'armée en 1097 combattit en Palestine.
- Daniel qui réconcilia Trieste avec les Giustinopolitani, a assiégé Rhodes, et a subventionné la guerre de Negroponte de 1469;
- Francesco, défenseur de Chypre, mit une grande armée ottomane en déroute en 1487, et au moment de la vente reçut ce royaume des mains de Caterina Cornaro;
- Antonio, gouverneur de Galeazza, qui en 1656, se trouva sous le général Lorenzo Marcello à la fameuse guerre navale contre les Turcs, assista à la défaite des galères barbaresques à Chios, puis à la grande bataille où est mort le général Mocenigo, et enfin surintendant général, a contribué à la défense de Candie.
- Lorenzo Priuli, (1489 – 1559) fut le 82º doge de Venise.
- Girolamo Priuli, (1486 – 1567) fut le 83º doge de Venise.
- Antonio Priuli, (1548 – 1623) fut le 94º doge de Venise.
- Lorenzo Priuli, (1537-1600), cardinal italien, patriarche de Venise de 1591 à 1600.
- Luigi Priuli (1650-1720), cardinal italien.
- Pietro Priuli (1669-1728), cardinal italien.
- Matteo Priuli (1577-1624), cardinal italien.
- Antonio Marino Priuli (1707-1772), cardinal italien.
- Giovanni Priuli, (1575 - 1629) compositeur.

Plus récent :
- Ausilio Priuli (it), (°1951), archéologue.

## Demeures
Différents palais de Venise ont repris le nom de leurs propriétaires, tels:

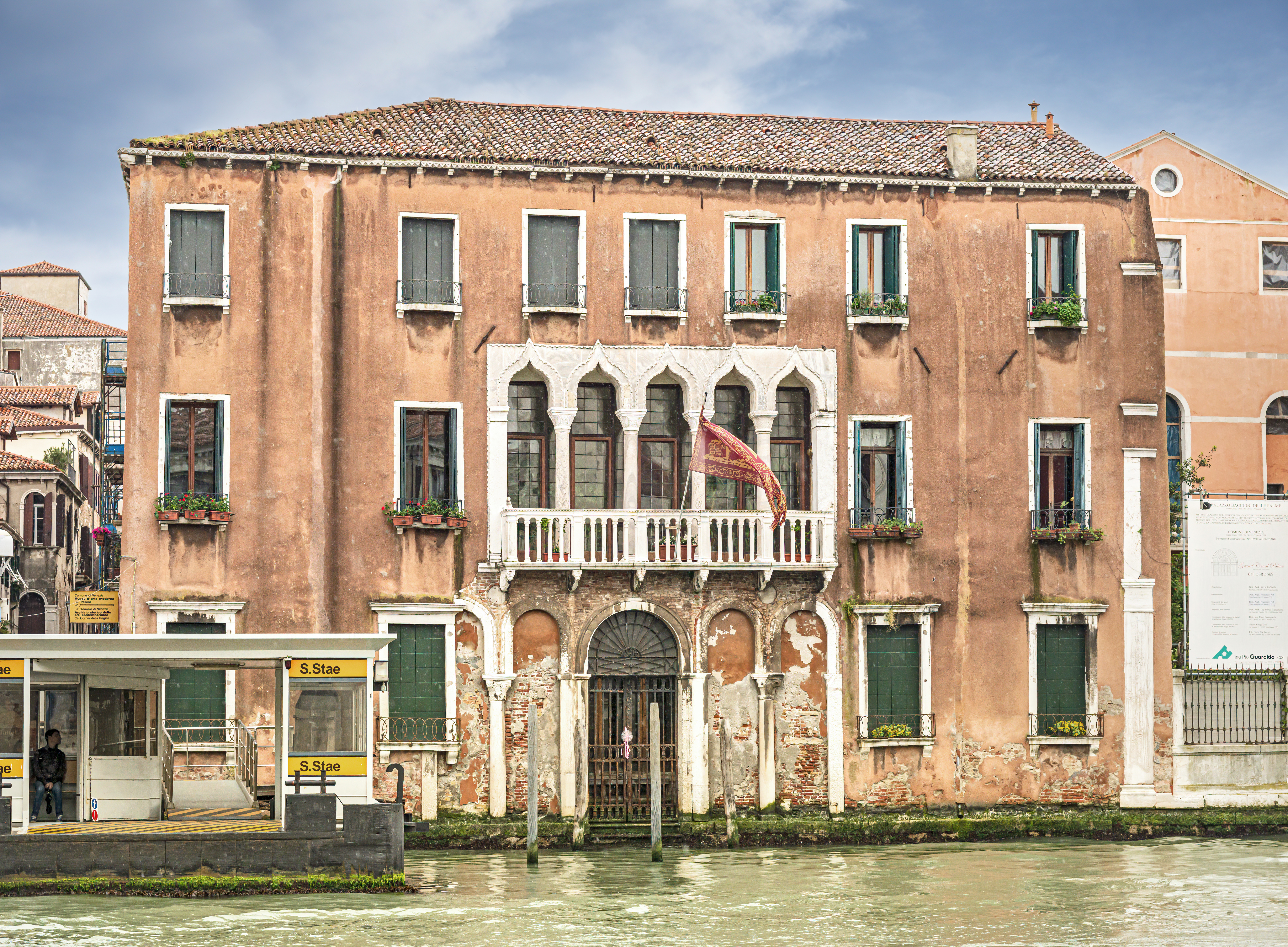
Palais Priuli Bon
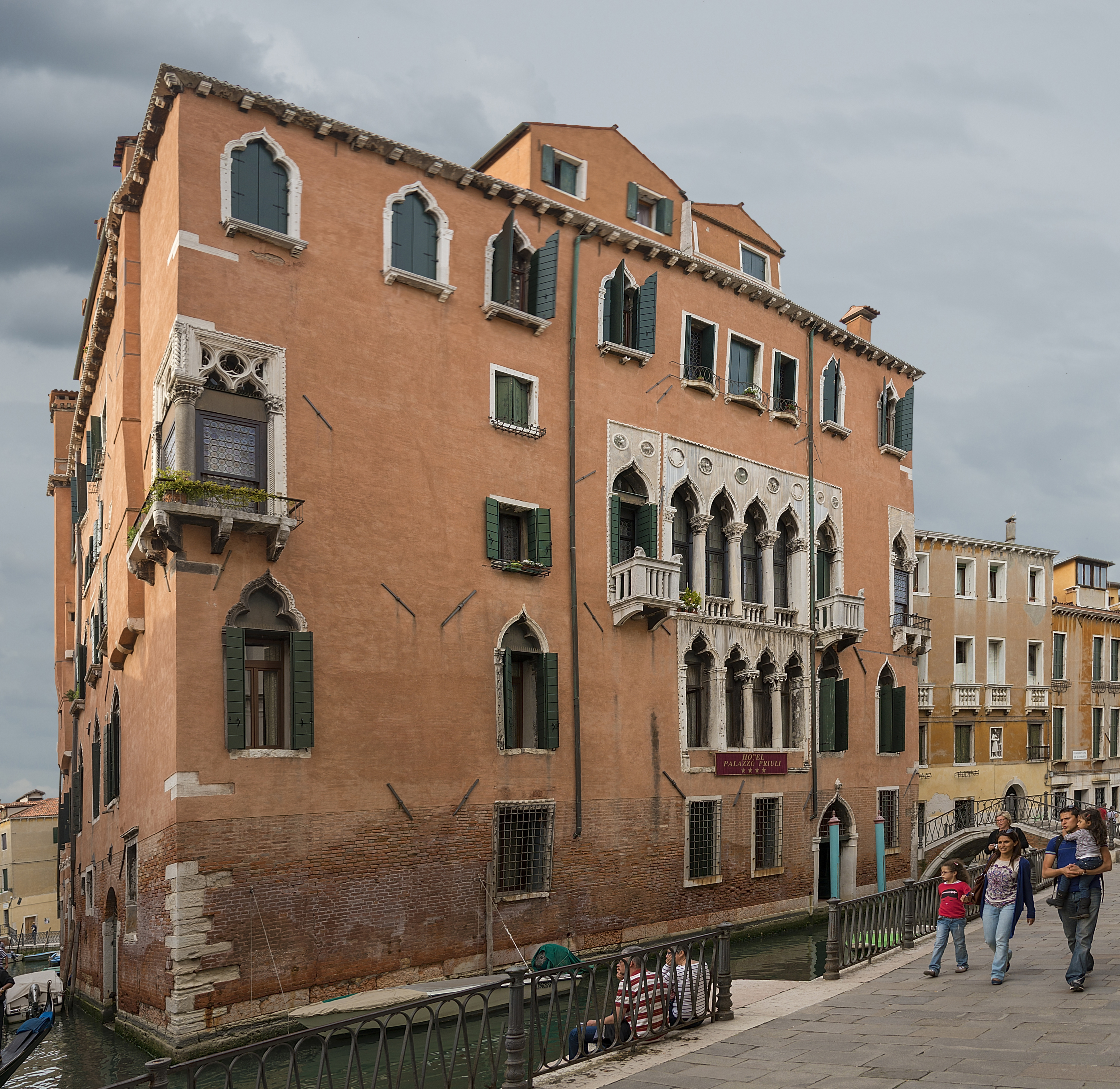
Palais Priuli a San Severo
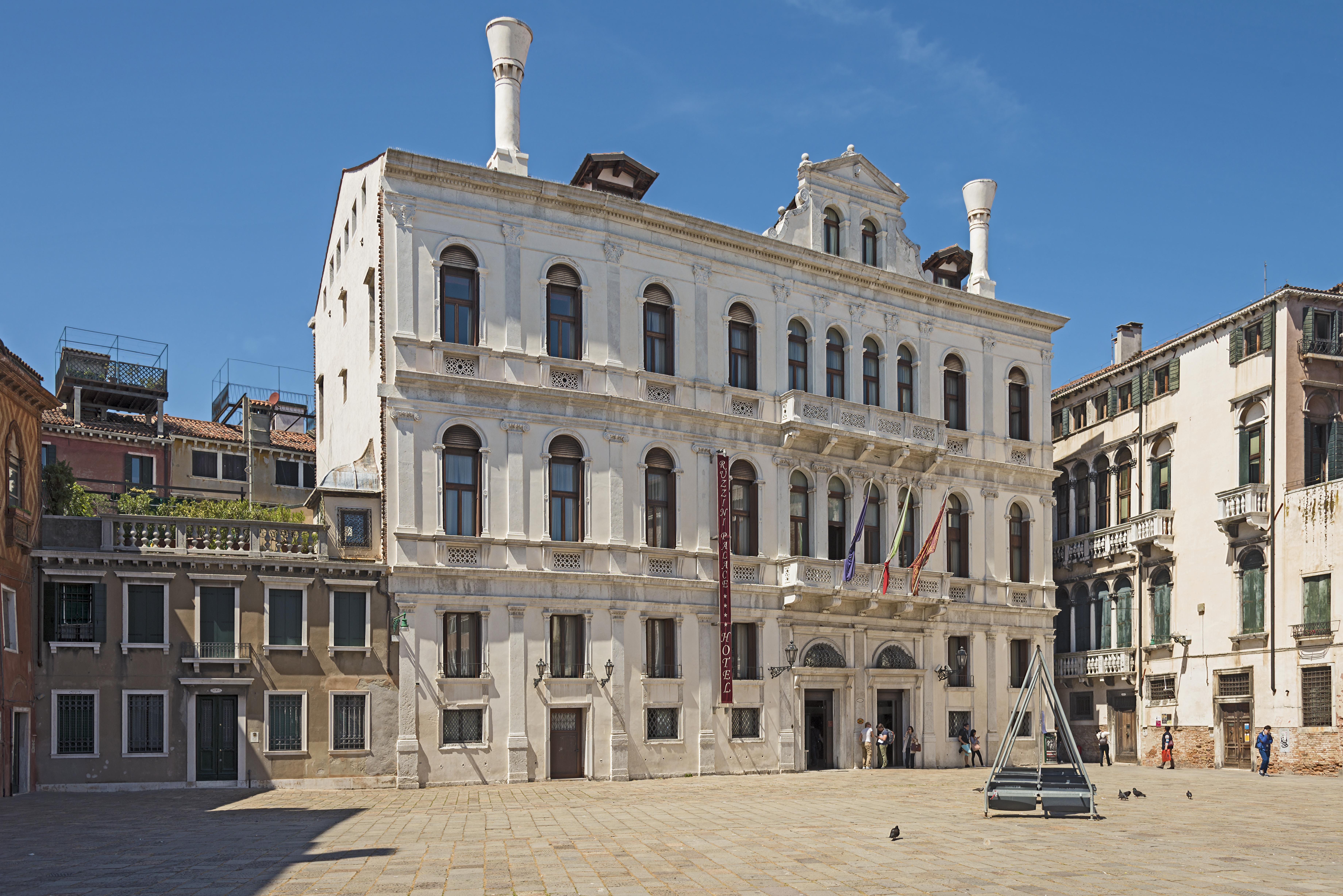
Palais Priuli Ruzzini Loredan (Campo S.M.Formosa)
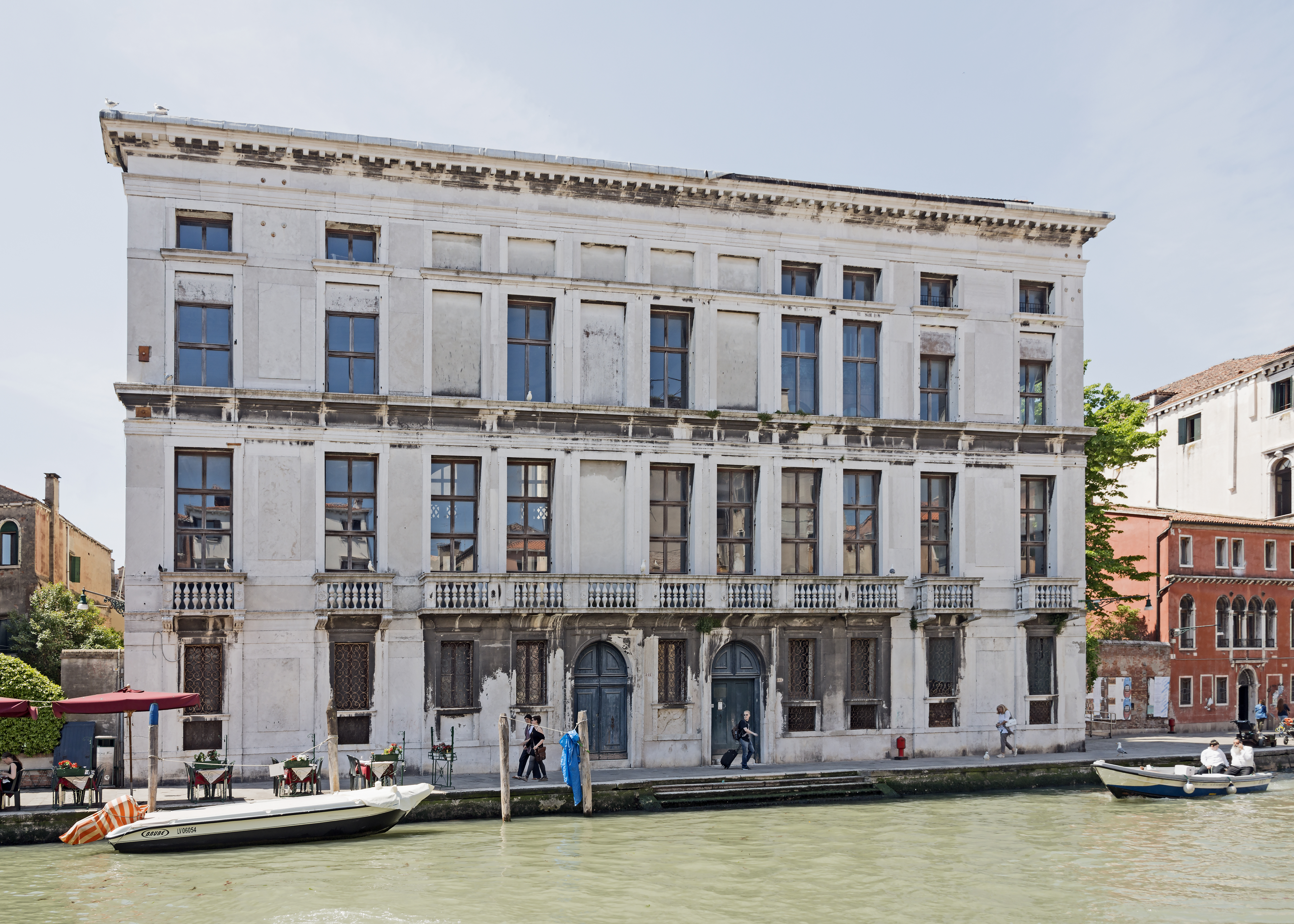
Palais Priuli Venier Manfrin
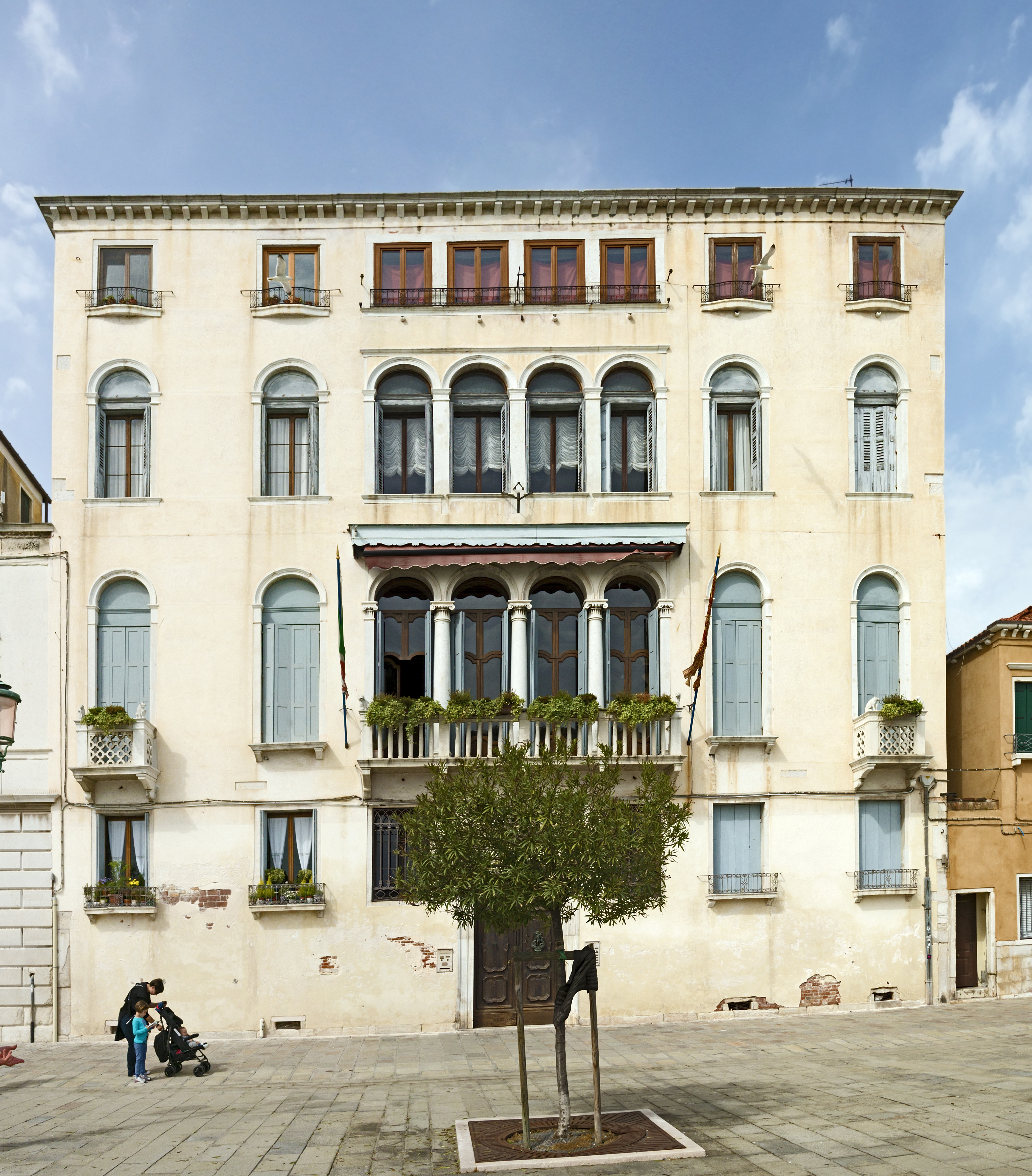
Palais Priuli Bon Clery

- Ca' Priuli
- Palais Priuli Scarpon (XVIIe siècle)
- Palais Priuli Stazio (ou Palais Abadessa) (XVIe siècle)
- Palais Zulian (Priuli)
- Palais Priuli a San Provolo
- Palais Priuli Pesaro (a San Cassiano)
- Palais Priuli a San Polo
- Palais Priuli Stazio